# Беллем, Жерве де

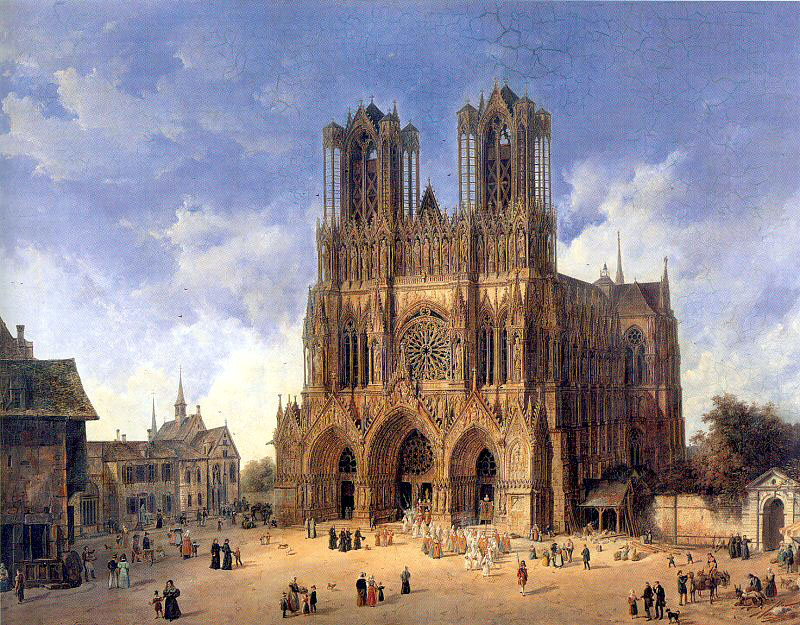
Реймский собор

Жерве́ де Белле́м или Жерве де Ля-Рош-Гюйо́н (фр. Gervais de Bellème, de la Roche-Guyon), сьёр де Шато-дю-Люар (Château-du-Loir; 1007—1067) — французский дворянин из династии Беллемов, епископ и одна из влиятельнейших фигур своего времени на территории северной Франции. Епископ Ле-Мана с 1036 года и архиепископ Реймса с 1055 года. По матери — племянник епископа Авегода де Беллема.

## Биография
Отцом Жерве был Амон Шато-дю-Люар, а матерью — Хильдебурга Беллем, дочь Ива Беллема. Его воспитывал дядя Авигод Беллем, которому он и наследовал как епископ Ле-Мана в 1036 году. Он был сторонником дома Блуа и находился в постоянной оппозиции представителям династии Анжу. Однажды ему пришлось искать убежища у герцога Нормандии Вильгельма I.
Король Франции Генрих I назначил Жерве архиепископом Реймса в 1055 году, а в 1059 году он короновал Филиппа I, несмотря на то, что Генрих был ещё жив и скончался только в 1060 году. До 1066 года Жерве вместе с Бодуэном V Фландрским был регентом королевства. Он умер в 1067 году и был похоронен в Реймсском соборе.